# 경남도립미술관
경남도립미술관(慶南道立美術館, Gyeongnam Art Museum)은 경상남도 창원시 의창구 사림동에 위치한 도립미술관으로, 2001년 4월 기공되어 2004년 6월 23일에 개관한 미술관이다. 이 미술관은 경상남도 도민의 미술문화 향유 욕구에 부응하고 문화발전에 기여할 목적으로 건립되었다. 현재 지하 1층, 지상 4층의 전시공간에 전시실, 다목적홀, 영상전시실, 특별전시실, 도서자료실 등의 시설을 보유하고 있으며 학술적 연구와 교육 목적으로 활용되고 있다.

## 이용 안내

### 관람 시간
|      | 3월 ~ 10월    | 11월 ~ 2월    | 휴관일                           |
| ---- | ------------- | ------------- | -------------------------------- |
| 시간 | 10:00 ~ 19:00 | 10:00 ~ 18:00 | 매주 월요일, 1월 1일, 설날, 추석 |

### 이용 요금
| 대상자         | 개인    | 단체(20인 이상) | 비고                                    |
| -------------- | ------- | --------------- | --------------------------------------- |
| 어른           | 1,000원 | 700원           | 25세 이상~65세 미만                     |
| 청소년 및 군인 | 700원   | 500원           | 13세 이상~25세 미만 및 부사관 이하 군인 |
| 어린이         | 500원   | 300원           | 7세 이상~13세 미만(초등학생 포함)       |

- 7세 미만의 어린이와 65세 이상의 노인은 무료 관람
- 장애인 복지법에 의한 장애인과 그 안내인은 무료 관람

## 근처에 가볼만한 곳
- 창원의 집: 도보로 10여분 거리에 있다.
- 성산아트홀: 2000년 개관하였다. 전시동 입구에 비디오아티스트 백남준의 작품 '창원의 봄'이 설치되어 있다.
- 용지공원: 용지호수가 있는 창원 도심에 위치한 공원이다.